# Barbesteinkerk
De Barbesteinkerk is een kerkgebouw in Heinkenszand. Het gebouw werd ontworpen door architect Tjeerd Kuipers en gebouwd in 1903 voor de gereformeerde eredienst. In 2018 werd het gebouw afgestoten door de kerkelijke gemeente en verkocht aan een particulier. Een deel van de kerk is in gebruik als kledingwinkel van het Leger des Heils.

## Geschiedenis
Vanaf 1882 kerkte de Gereformeerde Kerk van Heinkenszand in een kleine zaalkerk aan de Dorpsstraat. Aan het begin van de 20e eeuw werd besloten een nieuwe kerk te bouwen. Op 20 januari 1903 werd een ontwerp van architect Tjeerd Kuipers goedgekeurd. Op 12 maart werd de eerste steen gelegd en reeds op 23 augustus kon de kerk in gebruik genomen worden. De naam verwees naar het voormalige Slot Barbestein dat in Heinkenszand lag.
In 1969 gaf de gemeente Heinkenszand toestemming om een houten jeugdgebouw te bouwen. Dit gebouw, dat "Schakel" werd genoemd is vijf jaar in gebruik geweest. In de jaren 1979 en 1980 vond er een ingrijpende verbouwing plaats. Hierbij werd voor de kerk een portaal gebouwd, de orgelgalerij boven de ingang afgebroken en een orgel voorin de kerk geplaatst. Ook werden er nieuwe ruimtes achter de kerk gebouwd en het liturgisch centrum werd opnieuw ingericht. In 2003 werden, naar aanleiding van het honderdjarige bestaan van de kerk, door enige gemeenteleden patchwork panels gemaakt die de schepping voorstelden. Deze werden boven de preekstoel in nissen geplaatst.

## Sluiting en herbestemming
Vanaf 1 maart 1992 werd de gemeente, samen met de Hervormde Gemeente uit de Dorpskerk, gefedereerd tot Samen Op Weg Gemeente Heinkenszand. Dit Samen Op Weg-proces culmineerde op 1 januari 2005 tot de fusie van beide gemeenten tot Protestantse Gemeente Heinkenszand. In het kader van financiële besparingen werd besloten de Barbesteinkerk te verkopen. Op 11 november 2018 werd in de kerk de laatste dienst gehouden. Het kerkgebouw en de pastorie werden aangekocht door een particulier. Deze besloot een deel van de kerk te verhuren aan het Leger des Heils, een deel in te richten als ontmoetingsruimte, en een deel in te richten als appartementen. Op 6 juli 2019 werd een kledingwinkel van het Leger des Heils geopend.

## Orgels
In 1911 werd een orgel besteld bij de Goese orgelbouwer A.S.J. Dekker. Deze werd op 24 december 1911 in gebruik genomen. In 1966 werd dit orgel verkocht aan de Gereformeerde Gemeente van 's-Gravenzande en overgeplaatst door de firma A. Nijsse uit Oud-Sabbinge. Ter vervanging werd een elektronicum in de kerk geplaatst. In hetzelfde jaar werd een Rohlfing-orgel uit 1921 in gebruik genomen. Dit orgel was afkomstig uit de kerk van de Gereformeerde Gemeente van Yerseke. In 1971 werd dit orgel gesloopt. Het orgel werd vervangen door een unit-orgel, gebouwd door de firma Verschueren, en van het type Excellent. In 2000 werd dit orgel vervangen door een mechanisch orgel, gebouwd door orgelbouwer Willem van Leeuwen in 1956 en afkomstig uit de Dorpskerk van Kamperland.